# Saša Sviben
Saša Sviben, slovenski kolesar, * 10. januar 1973, Celje.
Sviben je nekdanji kolesar, ki je od leta 1997 tekmoval na amaterskih dirkah, med letoma 1998 in 2003 pa profesionalno za ekipe KRKA-Telekom Slovenije, Stabil–Steiermark, Nürnberger Versicherung in Perutnina Ptuj. Leta 1997 je osvojil tretje mesto na Dirki po Poljski in naslov slovenskega državnega prvaka v cestni dirki, leta 2002 po naslov podprvaka, v letih 1993 in 1997 je bil državni prvak v kronometru, ob tem je bil še trikrat podprvak in enkrat tretji. Leta 2001 je zmagal na dirkah Grand Prix Südkärnten in Giro del Medio Brenta, leta 2002 pa na dirki Rund um die Hainleite.